# 托托镇
托托镇，是中华人民共和国新疆维吾尔自治区博尔塔拉蒙古自治州精河县下辖的一个乡镇级行政单位。
2016年1月9日，新疆维吾尔自治区人民政府批复同意撤销托托乡建制，设立托托镇。

## 行政区划
托托镇下辖以下地区：
托托村、介里尕西村、托托北村、阿合其村、五口泉村、库来克坦村和古尔图村。